# St. Gertrudis (Bramsche)

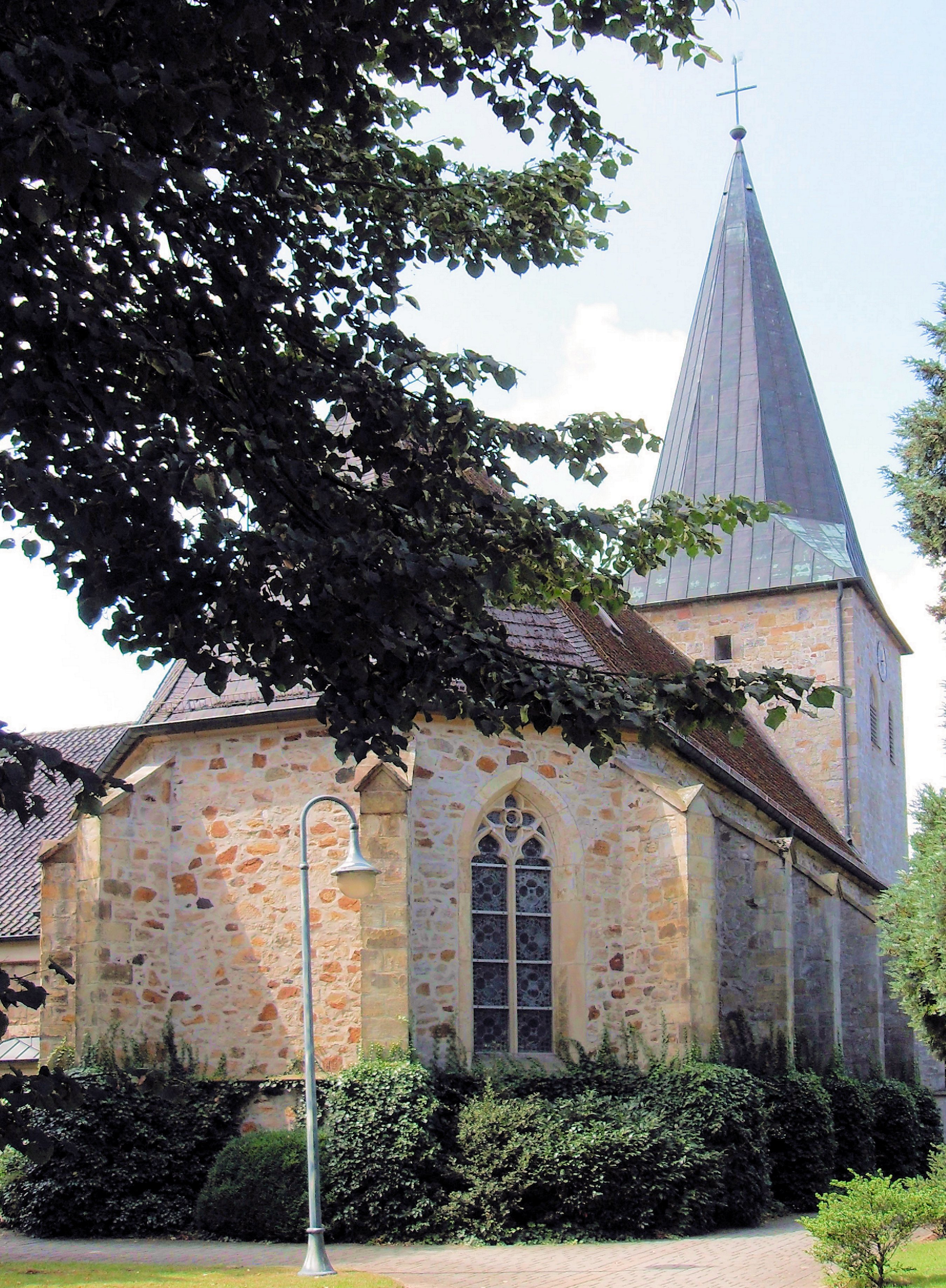
St. Gertrudis

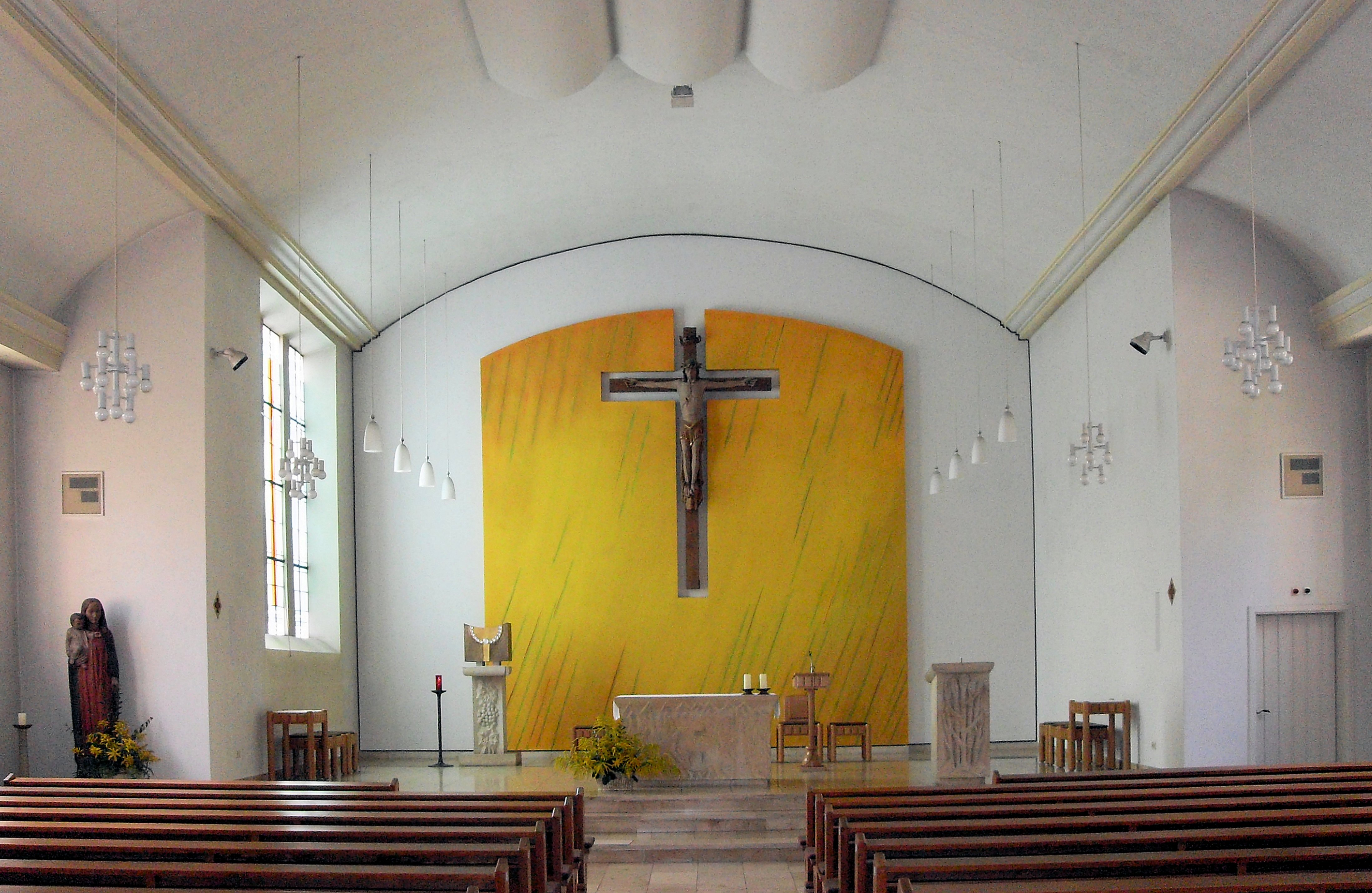
Innenansicht

Die römisch-katholische, denkmalgeschützte Pfarrkirche St. Gertrudis, benannt nach Gertrud von Nivelles, steht in Bramsche, einem Stadtteil von Lingen (Ems) im Landkreis Emsland in Niedersachsen. Die Kirchengemeinde gehört zur Pfarreiengemeinschaft Lingen Süd im  Dekanat Emsland-Süd des Bistums Osnabrück.

## Beschreibung
Schon im 13. Jahrhundert ist Bramsche als Pfarrei  benannt. Die damalige Kapelle wurde 1314 durch den damaligen Bischof des Bistums Osnabrück zur Pfarrkirche geweiht. Die jetzige Saalkirche aus Bruchsteinen entstand in mehreren Bauabschnitten. Der Kirchturm im Westen ist am Ende des 13. Jahrhunderts abseits von der Kapelle gebaut worden. In ihm hängt eine Kirchenglocke, die 1441 gegossen wurde. Er ist heute mit einem achtseitigen spitzen Helm bedeckt. Die Kapelle wurde im 15. Jahrhundert durch ein Kirchenschiff ersetzt, das mit dem Turm verbunden wurde. Die Wände werden von Strebepfeilern gestützt, um den Gewölbeschub des Gewölbes über den querrechteckigen Jochen aufzufangen. Der rechteckige Chor erhielt 1877 einen dreiseitigen Abschluss. 1954–56 wurde die Kirche nach Süden um ein Gemeindezentrum erweitert.
In der Kirche befindet sich ein Epitaph für Cord Grotthuß, der in Bramsche ein Rittergut besaß.

## Orgel
Die Orgel mit 24 Registern, verteilt auf zwei Manuale und ein Pedal, wurde 1996 von den Gebrüdern Stockmann gebaut. Sowohl Traktur als auch Registerzüge arbeiten vollmechanisch.
| I Positiv C–g3 |        |
| Bordun         | 8′     |
| Salicional     | 8′     |
| Vox coelestis  | 8′     |
| Prinzipal      | 4′     |
| Gedacktflöte   | 4′     |
| Nasard         | 2 ⁄3′  |
| Oktavin        | 2′     |
| Terz           | 1 3⁄5′ |
| Mixtur III     | 1 ⁄3′  |
| Cromorne       | 8′     |
|                |        |
| Tremolo        |        |

| II Hauptwerk C–g3 |       |
| Bordun            | 16′   |
| Prinzipal         | 8′    |
| Rohrflöte         | 8′    |
| Oktave            | 4′    |
| Flauto traverso   | 4′    |
| Quinte            | 2 ⁄3′ |
| Doublette         | 2′    |
| Fourniture IV     | 2′    |
| Trompete          | 8′    |

| Pedal C–f1 |     |
| Subbaß     | 16′ |
| Oktavbaß   | 8′  |
| Gedacktbaß | 8′  |
| Dolcan     | 4′  |
| Posaune    | 16′ |

- Koppeln: I/II, II/P, I/P